# 拉奧澤安烏帕齊拉
拉奧澤安乌帕齐拉是孟加拉国吉大港縣的一个乌帕齐拉，位於吉大港专区的吉大港縣。

## 人口
據1991年孟加拉國人口普查，拉奧澤安共有戶數45,775戶，人口274,344人。其中男性佔比50.58%，女性佔比49.42%；成年人口134,927人。該地7歲以上人口之平均識字率為52.5%。